# Nicolas Vouilloz (Fussballspieler)
Nicolas Vouilloz (* 11. Mai 2001 in Chêne-Bougeries) ist ein Schweizer Fussballspieler, welcher seit Januar 2024 beim FC Basel unter Vertrag steht.

## Karriere

### Verein
Vouilloz begann seine Laufbahn beim Signal FC Bernex-Confignon, bevor er in die Jugend des Servette FC wechselte. Im Mai 2018 debütierte er für die zweite Mannschaft in der fünftklassigen 2. Liga interregional. In den folgenden Jahren kam er regelmässig für die Reserve der Genfer zum Einsatz. Am 24. Juni 2020, dem 25. Spieltag der Saison 2019/20, gab er beim 1:1 gegen den FC Sion sein Debüt für die erste Mannschaft in der erstklassigen Super League, als er in der 90. Minute für Anthony Sauthier eingewechselt wurde. Bis Saisonende absolvierte er neun Partien in der höchsten Schweizer Spielklasse. 2020/21 bestritt er zehn Spiele in der Super League und eine Partie im Viertelfinal des Schweizer Cup. Servette schied schlussendlich im Halbfinal gegen den Ligakonkurrenten FC St. Gallen aus.
Im Januar 2024 wechselte er ligaintern zum FC Basel und unterschrieb dort einen Vertrag bis Sommer 2028. Mit der Mannschaft wurde er 2025 Schweizer Meister und Cup-Sieger.

### Nationalmannschaft
Vouilloz durchlief von 2017 bis 2023 verschiedene Schweizer Nachwuchsauswahlen von der U16 bis zur U21, für die er insgesamt 19 Länderspiele bestritt. Ab 2021 stand er dabei im Kader der U21-Nationalmannschaft und nahm mit ihr 2023 an der U21-Europameisterschaft teil, bei der das Team im Viertelfinale gegen Spanien ausschied.

### Erfolge
- Schweizer Meister: 2025
- Schweizer Cup-Sieger: 2025